# Tegerfelden (Adelsgeschlecht)

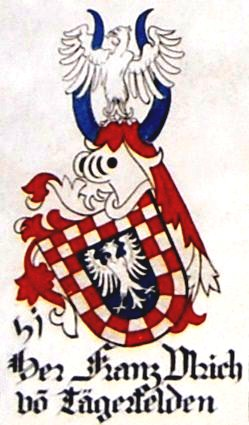
Wappen des Franz Ulrich von Tegerfelden (verm. Sohn des Hartmann von Tegerfelden und der Else von Pfirt)

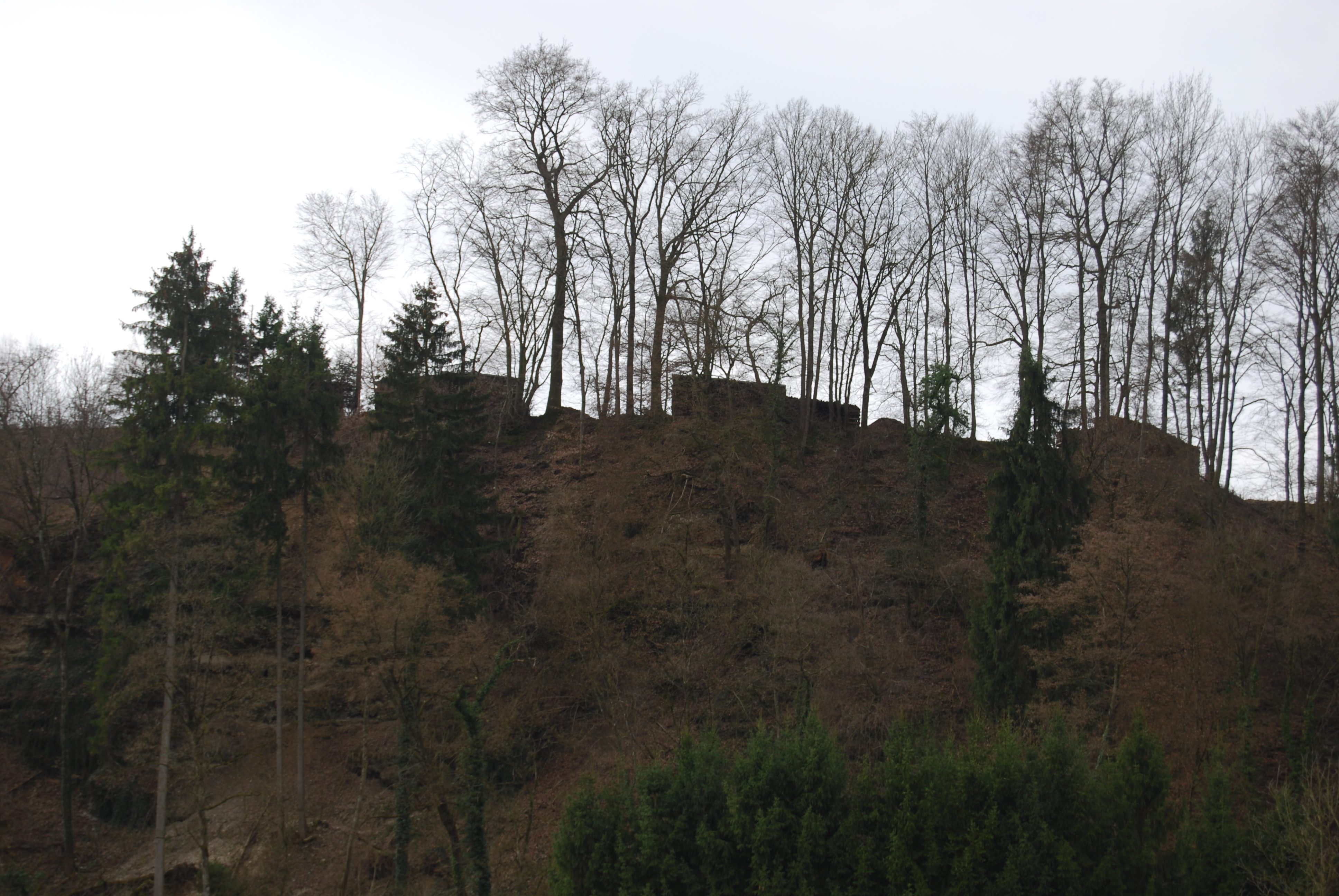
Ruine Tegerfelden

Das Geschlecht derer von Tegerfelden, welches später in einer freiherrlichen und einer ritterlichen Linie auftrat, zählte von Anfang des 12. bis Ende des 14. Jahrhunderts zu den bedeutendsten Adelsgeschlechtern des Aargaus.

## Geschichte
Erstmals wurde das Adelsgeschlecht mit Luitpold I. von Tegerfelden 1113 erwähnt. Der Familie gehörten Besitzungen beiderseits des Hochrheins im Aargau und in Südbaden. Stammsitz war die Burg Tegerfelden. Vermutlich kamen im 13. Jahrhundert auch die Burg Werrach und die Burg Beuggen in ihren Besitz. Die Herren von Tegerfelden waren Gefolgsleute der Herzöge von Zähringen und mit den Freiherren von Rötteln, von Teufen und von Klingen eng verbunden.
Die Hypothese, dass das Geschlecht mit Walter III. (1254 letztmals urkundlich erwähnt) im Mannesstamm ausstarb, ist unrichtig. Durch die Heirat der Tochter Ida mit Ulrich II. von Klingen gelangten große Teile der Besitztümer bereits 1236 an die Herren von Klingen. Diese gründeten auf den Ländereien 1239 den Ort Klingnau und als neuen Wohnsitz das Schloss Klingnau. Die benachbarte Burg Tegerfelden war bereits um 1269 Ruine.
Ein gutes Jahrhundert später fiel Franz Ulrich von Tegerfelden 1386 in der Schlacht von Sempach, als er auf der Seite der Habsburger kämpfte. Nach ihm sind keine Mitglieder der Familie mehr nachweisbar. Auch mehrere Herren von Klingen fielen in der Schlacht und diese Familie erlosch kurz darauf, im Jahr 1395, ebenfalls.

## Bekannte Vertreter des Geschlechts
- Ulrich von Tegerfelden († 12. April zwischen 1200 und 1204 in St. Gallen) war ab 1171 Bischof von Chur[3] und Abt von St. Gallen.
- Konrad II. von Tegerfelden, auch: Conrad II. von Tegerfelden, (* 12. Jahrhundert; † 1233) war Bischof von Konstanz von 1209 bis 1233.
- Gertrud von Tegerfelden († nach 1200), Äbtissin des Damenstifts Buchau

## Besitzungen
Ihren Stammsitz hatten die Freiherren von Tegerfelden auf Burg Tegerfelden, oberhalb des Dorfes Tegerfelden im Aargauer Surbtal gelegen. Zum Besitz der Erbtochter des Walther III. von Tegerfelden, Ita von Klingen, dürfte auch die Burg Werrach gehört haben. Eine von ihr getätigte Schenkung an die Deutschordenskommende Beuggen im Jahr 1247 lässt vermuten, dass darüber hinaus ebenfalls die Burg Beuggen zum Besitz der Freiherren von Tegerfelden gezählt werden kann. Pfandweise besassen sie auch die Burg Rheinsberg.

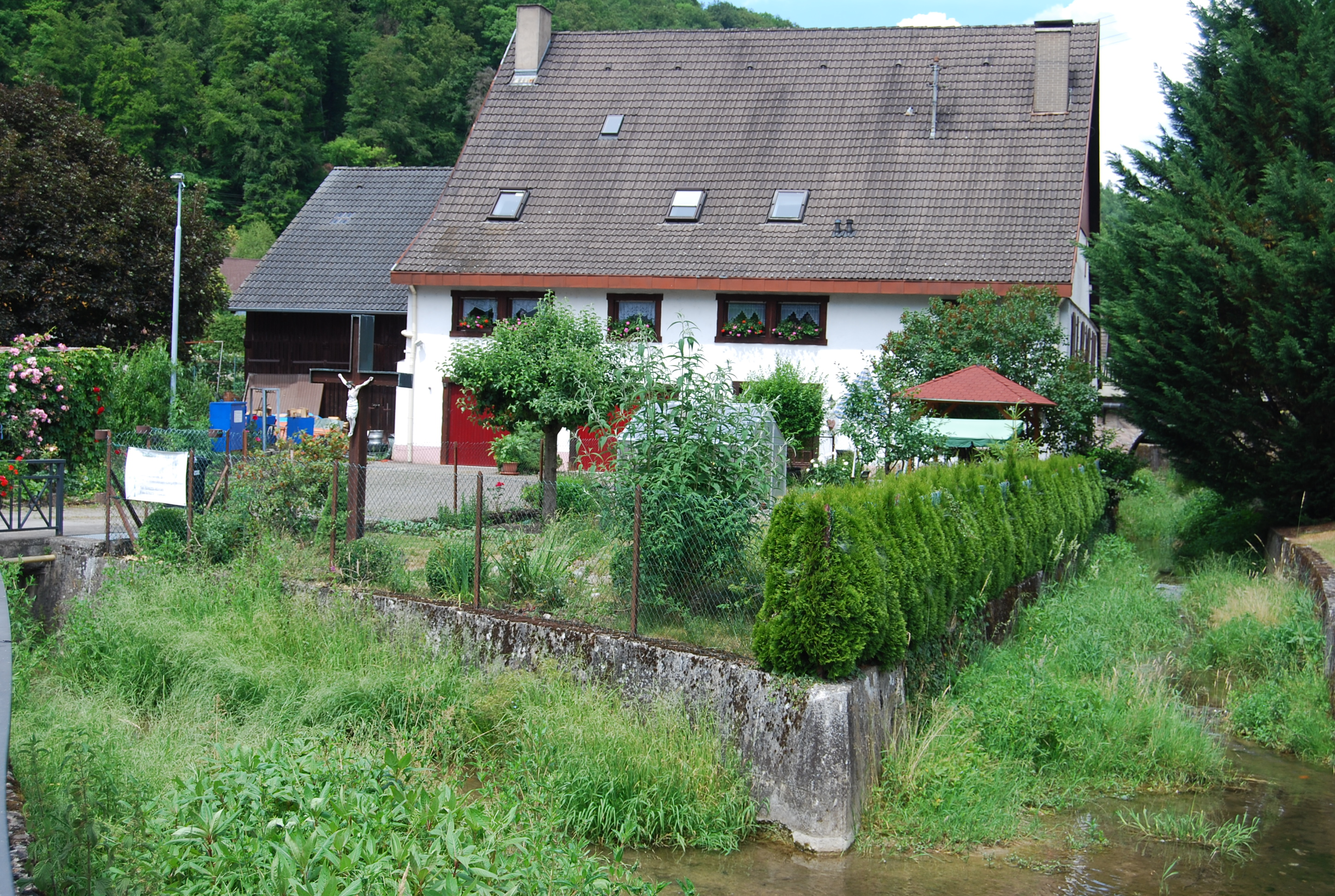
Zusammenfluss Waid-/ Siebensteinbach, wo einst die Burg Degerfelden stand

Auch in der Nähe von Rheinfelden, am Fusse des Nettenbergs, wo der Waidbach und der Siebensteinbach zusammenfliessen, hatten die Freiherren von Tegerfelden eine – in der ersten Hälfte des 12. Jahrhunderts als Tegervelt erstmals erwähnte – Burg (heute Rheinfelden-Degerfelden), die vermutlich bei einer Auseinandersetzung zwischen ihnen und Rudolf von Habsburg, dem späteren König, zerstört wurde. Dazu kam die Burg Strenger Felsen, die sich weiter östlich davon auf einer Anhöhe befand. Es ist nicht geklärt, ob die auf diesen beiden Burgen ansässige Rheinfeldener Familie der Ritter (milites) von Tegerfelden, auch als „Bälber von Tegerfelden“ bezeichnet, eine Seitenlinie der Freiherren von Tegerfelden war oder ob es sich bei ihnen um Ministerialen handelte, die den Namen ihrer Herren angenommen hatten. Bereits 1239 traten sie in eine Art Vasallenverhältnis zu den Herren von Tiefenstein.

## Wappen
Das Wappen zeigt innerhalb eines von Silber und Rot in zwei Reihen geschachten Schildbords in Blau einen silbernen Adler. Auf dem Helm mit rot-silbernen Decken der silberne Adler zwischen einem roten und einem silbernen Büffelhorn (oder auch zwei blauen Büffelhörnern).
Die Darstellung des Familienwappens in Johann Siebmachers Wappenbuch von 1701 zeigt statt eines geschachten Schildbordes einen rot-silbern geschachten Schild, belegt mit einem blauen Mittelschild, darin der silberne Adler. Das rechte Büffelhorn ist dort rot, das linke blau.

Der Schild wird heute von der Gemeinde Tegerfelden als Wappen geführt, allerdings mit einfach rot-silbern gestücktem Schildbord.
Das Wappen der ehemaligen badischen Gemeinde Degerfelden (heute Stadtteil von Rheinfelden (Baden)) zeigt den Herzschild des Wappens der Freiherren von Tegerfelden.